# Le Bourru bienfaisant

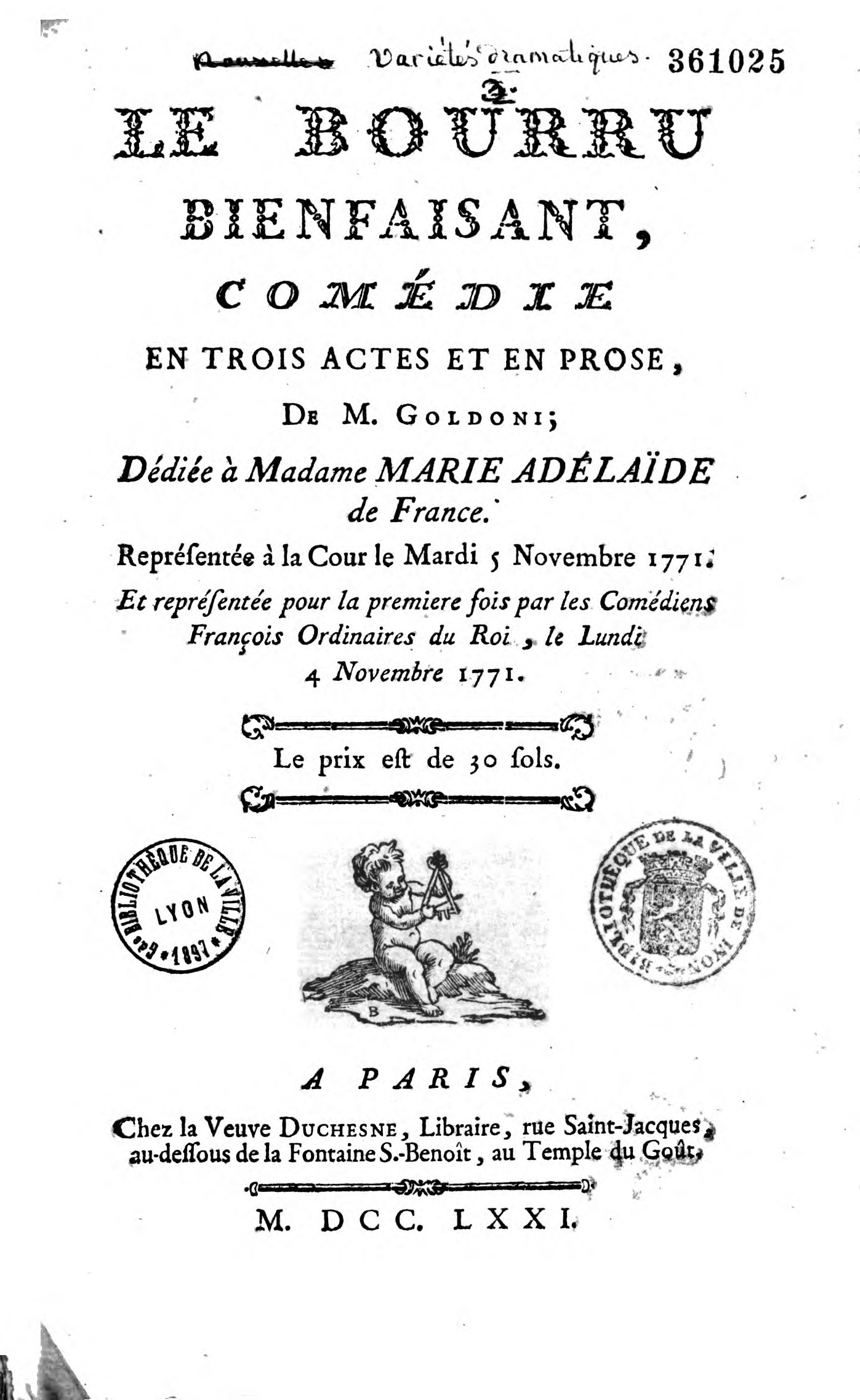
Page de titre de l'édition originale.

Le Bourru bienfaisant est une pièce de théâtre de Carlo Goldoni, représentée pour la première fois à Paris, à la Comédie-Française, le 4 novembre 1771. C'est à l'occasion des festivités accompagnant le mariage du futur Louis XVI et de Marie-Antoinette en 1770, que Goldoni décida d'écrire Le Bourru bienfaisant.

## Synopsis
Géronte, homme très colérique mais fondamentalement bon, décide de marier sa nièce Angélique, dont le frère a ruiné sa femme en la gâtant, à son ami Dorval. Celui-ci accepte à la seule condition que la prétendante soit d’accord. Mais celle-ci aime en secret Valère sans oser l’avouer à son oncle par peur de sa réaction. Le frère d’Angélique va essayer de se refaire en demandant de l’argent à son oncle et en mettant sa sœur au couvent afin d’éviter d’avoir à lui donner sa part d’héritage, qui est déjà mangée.

## Personnages
- M. Géronte
- M. Dalancour, neveu de M. Géronte
- Mme Dalancour
- Dorval, ami de M. Géronte
- Valère, amoureux d'Angélique
- Angélique, sœur de M. Dalancour
- Picard, laquais de M. Géronte
- Marton, gouvernante de M. Géronte
- Un laquais de M. Dalancour

## Distribution originale
| Personnage    | Interprète         |
| ------------- | ------------------ |
| Géronte       | Préville           |
| Dalancour     | Molé               |
| Mme Dalancour | Mme Préville       |
| Dorval        | Bellecour          |
| Valère        | Monvel             |
| Angélique     | Mlle Doligny       |
| Picard        | Louis-Henri Feulie |
| Marton        | Mme Bellecour      |
| un laquais    | Marchand           |